# Veselá (district de Zlín)
Pour les articles homonymes, voir Veselá.
Veselá (en allemand : Wessela) est une commune du district et de la région de Zlín, en République tchèque. Sa population s'élevait à 848 habitants en 2020.

## Géographie
Veselá se trouve à 9 km à l'est-nord-est de Zlín, à 86 km à l'est de Brno et à 258 km au sud-est de Prague.
La commune est limitée par Slušovice à l'est, par Zlín au sud et par Hvozdná à l'ouest et au nord.

## Histoire
La première mention écrite du village date de 1407.

## Transports
Par la route, Veselá se trouve à 10 km de Zlín, à 101 km de Brno et à 307 km de Prague.